# Bob Gurr
Robert (Bob) Henry Gurr (né le 25 octobre 1931 à Los Angeles, Californie,) est un ingénieur, concepteur d'attractions et imagineer.

## Biographie

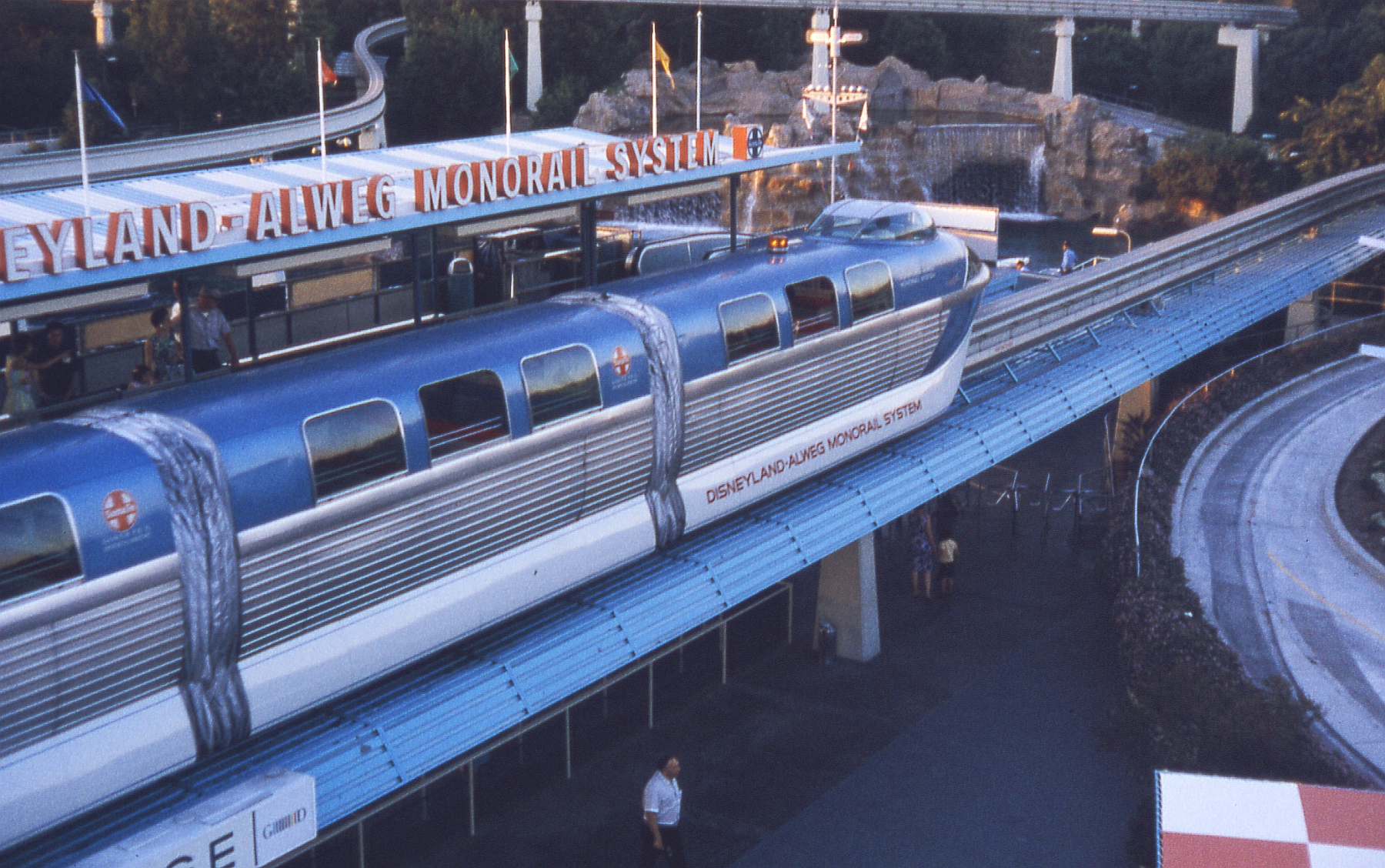
Disneyland Monorail en 1963.

Robert Henry Gurr est né le 25 octobre 1931 d'Henry et Helen Gurr à Los Angeles, Californie.
Gurr commence sa carrière chez WED Enterprises en 1954. Une de ses premières missions a été l'élaboration des véhicules d'Autopia pour le parc Disneyland.
Il continue son travail sur la grande majorité des véhicules des attractions de Disneyland (plus de 100) dont ceux de Flying Saucers, les omnimovers de The Haunted Mansion, le Disneyland Monorail, le sous marin de Submarine Voyage, les véhicules de Main Street USA, les trains de Casey Jr Circus Train, et les trains de Matterhorn Bobsleds. Il se nomma lui-même « Director of Special Vehicle Development ». Il participe également à la conception de l'audio-animatronique d'Abraham Lincoln présent dans l'attraction Great Moments with Mr. Lincoln.
Son travail a été dupliqué dans les autres parcs Disney à travers le monde. Il quitte la société Disney en 1981 pour créer la société GurrDesign, Inc. Il revient régulièrement en tant que consultant chez Disney et travaille sur d'autres projets comme la construction d'un OVNI pour la cérémonie de clôture des Jeux olympiques d'été de 1984 à Los Angeles, une figure de T-Rex utilisée dans le film Jurassic Park, la conception mécanique du spectacle Pirate Ship Battle du Treasure Island Hotel à Las Vegas ou pour Universal Studios Hollywood sur l'animatronique de King Kong Encounter.
Bob Gurr publie ses mémoires en 2012 sous le titre Design: Just for Fun,.

## Récompenses
Il fut honoré en 1999 du prix Lifetime Achievement Award décerné par la Themed Entertainment Association. Il fut nommé Disney Legend en 2004 et le 7 mars 2008, il est gratifié d'une fenêtre sur Main Street, USA à Disneyland.